# Choe Kyong-Sil
Choe Kyong-Sil es una deportista norcoreana que compitió en judo. Ganó una medalla de bronce en el Campeonato Asiático de Judo de 2008, en la categoría de –57 kg.

## Palmarés internacional
| Campeonato Asiático | Campeonato Asiático  | Campeonato Asiático | Campeonato Asiático |
| Año                 | Lugar                | Medalla             | Categoría           |
| ------------------- | -------------------- | ------------------- | ------------------- |
| 2008                | Jeju (Corea del Sur) | Medalla de bronce   | –57 kg              |